# A Nightmare on Elm Street 3: Dream Warriors
A Nightmare on Elm Street 3: Dream Warriors (bra: A Hora do Pesadelo - Os Guerreiros dos Sonhos; prt: Pesadelo em Elm Street III) é um filme estadunidense de 1987, dos gêneros terror slasher e suspense, dirigido por Chuck Russell, com roteiro dele, Wes Craven, Bruce Wagner e Frank Darabont.
Este terceiro filme da série A Nightmare on Elm Street foi lançado pela New Line.

## Sinopse
Uma das sobreviventes dos ataques de Freddy Krueger, Nancy Thompson, agora é uma especialista em sonhos que trata de jovens num sanatório e os ensina a se proteger dos ataques de Kruger que ocorrem durante seus sonhos. Até que Krueger sequestra um de seus pacientes, e ela começa uma caçada a Kruger em seus próprios domínios.

## Elenco
- Robert Englund ... Freddy Krueger
- Heather Langenkamp ... Nancy Thompson
- Craig Wasson ... Dr. Neil Gordon
- Patricia Arquette ... Kristen Parker
- Ken Sagoes ... Roland Kincaid
- Rodney Eastman ... Joseph 'Joey' Crusel
- Jennifer Rubin ... Taryn White
- Bradley Gregg ... Phillip Anderson
- Ira Heiden ... William 'Will' Stanton
- Laurence Fishburne ... Max
- Penelope Sudrow ... Jennifer Caulfield
- John Saxon ... Lt. Donald Thompson
- Priscilla Pointer ... Dra. Elizabeth Simms